# Ystrad Mynach
Ystrad Mynach ist eine Ortschaft in den  South Wales Valleys im Süden von Wales, die zur Community Gelligaer in der Principal Area Caerphilly County Borough gehört. Bei der Volkszählung 2021 hatte Ystrad Mynach 5486 Einwohner. Der Ward Ystrad Mynach umfasst 6,3 km².

## Name
Der walisische Ortsname Ystrad Mynach bedeutet „Talsenke der Mönche“. Der Name deutet darauf hin, dass dort einst ein Kloster bestanden haben könnte. In älteren Dokumenten findet sich auch die Schreibweise Manach.

## Geographie und Ortslage
Ystrad Mynach liegt im Tal des in Nord-Süd-Richtung fließenden Rhymney River (walisisch: Afon Rhymni), 7 km nördlich von Caerphilly. Bis zur walisischen Hauptstadt Cardiff sind es 18 km.
Die Ortsmitte liegt am westlichen Ufer des Rhymney River. Südöstlich davon, auf der anderen Seite des Flusses, befindet sich ein Gewerbegebiet. Westlich der Ortsmitte befindet sich die Arbeitersiedlung Tredomen, die für die Belegschaft der Tredomen Works (siehe unten) angelegt worden war. Im Norden geht Ystrad Mynach bei durchgehender Bebauung in den benachbarten Ward Hengoed über.

## Geschichte
Vor der industriellen Revolution und dem Beginn des Steinkohlebergbaus war das Tal durch die Landwirtschaft geprägt. Erste eisenverarbeitende Betriebe entlang des Rhymney River entstanden im späten 18. Jahrhundert. Im 20. Jahrhundert war der größte Betrieb die Tredomen Works, eine Gießerei mit einer Kapazität von 2000 Tonnen pro Jahr, samt einer angegliederten Fabrik, die vor allem Bauteile für Bergbaumaschinen und andere Bergbauausrüstung herstellte, darunter den seinerzeit bekannten „Cwngorse Gripper“. Das Werk wurde ab 1983 schrittweise stillgelegt, es ist mittlerweile abgerissen.
Seit dem 19. Jahrhundert wurde in Ystrad Mynach Steinkohle abgebaut. Ende dieses Jahrhundert bestand dort das nach dem Ort benannte kleine Bergwerk Ystrad Mynach. Einen großen Aufschwung nahm der dortige Bergbau, als der Bergbaukonzern Powell Duffryn 1905 unter der Leitung des offenbar deutschstämmigen Bergbauingenieurs George Hann 1 km nordnordwestlich von Ystrad Mynach das Steinkohlebergwerk Penallta abteufen ließ. Es nahm 1909 die Förderung auf. In den 1930er Jahren waren dort bis zu 3200 Bergleute angelegt. Es war damals der Hauptarbeitgeber für die Männer in Ystrad Mynach. 1947 wurde die Zeche Penallta verstaatlicht, fortan gehörte sie dem National Coal Board. Seit den 1960er Jahren ging mit dem Niedergang der südwalisischen Stahlindustrie der Niedergang des Bergbaus im Rhymney-Tal einher. Die Bergleute der Zeche Penallta beteiligten sich am großen britischen Bergarbeiterstreik 1984/1985. Die Zeche Penallta wurde 1991 als letzte im Rhymney-Tal stillgelegt.
1996 wurde Ystrad Mynach in die Community Gelligaer eingemeindet.

## Religion
In Ystrad Mynach gibt es – bezogen auf die Einwohnerzahl – erstaunlich viele Kirchen:
- Aufgrund des Bevölkerungswachstums ließ die Church of England, zu der die Church in Wales damals gehörte, von 1855 bis 1857 nach Plänen des Architekten John Norton die anglikanische Kirche Holy Trinity erbauen.[13]
- Die Kirche Bryn Seion wurde als Gotteshaus der Baptisten erbaut. 1906 wurde sie durch einen Neubau ersetzt.
- Die Kirche der Methodisten wurde 2013 erweitert.[14]
- Auf die Erweckungsbewegung von Wales 1904/1905 geht die 1910 fertiggestellte Kirche Siloh zurück.[15]
- Zur United Reformed Church gehört die Kapelle Bethany.

## Verkehr
Durch den Bau der Rhymney Railway, die von Cardiff über Caerphilly das Rhymney-Tal hinaufführt und die 1858 fertiggestellt wurde, erhielt Ystrad Mynach Anschluss an das Eisenbahnnetz. Bald darauf wurde ein Abzweig gebaut, der Ystrad Mynach mit den Stahlwerken in Dowlais verband.
Ystrad Mynach liegt an der A469 durch das Rhymney-Tal, die Cardiff mit der Heads of the Valleys Road verbindet.

## Sport
Der Penallta Rugby Football Club (Penallta RFC) ist der örtliche Rugbyverein. Er wurde 1952 von Bergleuten der Zeche Penallta gegründet. In der Saison 2024/2025 spielte die Männermannschaft in der WRU National Championship, der zweithöchsten Liga der Welsh Rugby Union (WRU) nach der Welsh Premier Division, und zwar in der Gruppe Championship East.

## Freizeit
In Ystrad Mynach befindet sich das 1976 eröffnete Valley Greyhound Stadium, die letzte Windhunderennbahn in Wales. In den 1970er Jahren hatte es in Wales noch rund 50 Windhunderennbahnen gegeben.

## Persönlichkeiten

### Söhne und Töchter des Ortes
- Andy Fairweather Low (* 1948), Gitarrist und Sänger
- Richard Brake (* 1964), Schauspieler

### Mit Ystrad Mynach verbunden
- Greville Wynne (1914–1990), Spion, wuchs in Ystrad Mynach auf.
- Lauren Price (* 1994), Boxerin, wuchs in Ystrad Mynach auf.